# Полет 5481 на „Еър Мидуест“
Полет 5481 на „Еър Мидуест“ е редовен вътрешен пътнически полет от международното летище „Шарлът Дъглас“, Шарлът, Северна Каролина, до международното летище „Грийнвил – Спартанбърг“, Грер, Южна Каролина, Съединените американски щати, управляван от „Еър Мидуест“. На 8 януари 2003 г. самолетът „Бийчкрафт 1900D“, който изпълнява полета, се разбива в самолетен хангар в Шарлът и убива всички 21 пътници и екипаж на борда; един човек на земята е ранен.
Разследването установява, че катастрофата е резултат от комбинация от два отделни проблема. След излитане самолетът се изкачва рязко в резултат на по-голямо от изчисленото тегло, което машината може да превозва, а това създава неправилно отчитане на центъра на тежестта на самолета. НТСБ открива и че при поддръжката на самолета не са спазени някои процедури, свързани с възможността пилотите да имат достатъчен контрол на наклона, за които ФАА е наясно, но не предприема действия. Проверката показва и че средното тегло както на пътниците, така и на багажа е по-голямо от изчисленото.
Нито един от проблемите сам по себе си не може причини загуба на контрол, което обяснява защо досега самолетът лети без инциденти. „Еър Мидуест“ се извинява публично за катастрофата, след като семейството на една от жертвите оказва натиск върху авиокомпанията да го направи.